# Методи підвищення нафтовилучення
Методи підвищення нафтовилучення — різноманітні за характером діяння на пласт методи, які застосовують для підвищення повноти вилучення нафти.
Окремі методи підвищення нафтовилучення:
- - Газові методи підвищення нафтовилучення
  - Мікробіологічні методи підвищення нафтовилучення
  - Теплові методи підвищення нафтовилучення
  - Теплофізичні методи підвищення нафтовилучення
  - Термохімічні методи підвищення нафтовилучення
  - Реагентна обробка нафтових свердловин (хімічні методи)
  - Фізико-хімічні методи підвищення нафтовилучення
  - Фізичні методи підвищення нафтовилучення
  - Хімічні методи підвищення нафтовилучення
  - Об'ємний хвильовий вплив на нафтове родовище
  - Заводнення
  - Метод змінних тисків
  - Гідродинамічні методи підвищення нафтовилучення
  - Комбіновані методи підвищення нафтовилучення
  - Спеціальні методи підвищення нафтовилучення
  - Електромагнітні методи підвищення нафтовилучення
  - Метод зміни напрямків фільтраційних потоків

Під час закінчення свердловин бурінням привибійна зона часто забруднюється фільтратом промивальної рідини, що призводить до закупорки пор пласта та зниження природної проникності порід.
Іноді при загальній високій проникності порід пласта окремі свердловини розкривають зони із зниженою проникністю, що обумовлює погіршення припливу нафти і газу до цих свердловин.
У процесі експлуатації свердловин їх привибійні зони можуть закупорюватися відкладеннями парафіну і смол, що також знижує приплив нафти і газу до свердловин.
Проникність привибійних зон, а отже, і умови припливу нафти й газу до свердловин покращують за рахунок штучного збільшення числа і розмірів дренажних каналів, збільшення тріщинуватості порід, а також видаленням смол, парафіну та бруду, які осіли на стінках порових каналів.
За характером впливу на привибійну зону методи поліпшення її проникності можна розділити на три основні групи: хімічні, механічні і теплові. Іноді найкращі результати дає комбіноване або послідовне застосування цих методів.
Вибір методу впливу на привибійну зону свердловин визначається пластовими умовами. Хімічні методи впливу дають добрі результати в карбонатних породах, в пісковиках, скріплених карбонатними цементуючими речовинами.
Механічні методи обробки зазвичай застосовують в пластах, складених щільними породами.
Теплові методи впливу використовують для видалення зі стінок порових каналів парафіну і смол, а також для інтенсифікації хімічних методів обробки привибійних зон.